# ポルス・ア・トゥル
ポルス・ア・トゥル（ウェールズ語: Porth-y-Tŵr〈門塔、英語: Tower Gate〉）は、イギリス、ウェールズのペンブルックシャーの小都市セント・デイヴィッズにある聖デイヴィッド大聖堂を見下ろすゲートハウス（門楼）および鐘楼である。壁に囲まれた大聖堂構内への4基の中世の門のうち唯一残存する。門の出入口に隣合う13世紀の八角形の塔には、現在、大聖堂の鐘がある。

## 概要
ポルス・ア・トゥルは、セント・デイヴィッズの中央部クロス・スクエアの西約100メートル、大聖堂の南扉正面から南東のほぼ同じ距離に位置する。北側にある鐘楼は、高さ 18メートル (59 ft) となる2階層の八角形の石造構造物であり、明確な鎧窓がある。南側の門の出入口と丸い塔は、高さが少し低く、荒い粗石（割栗石）により構築されている。
高い位置から大聖堂を見下ろすようにあり、大聖堂構内となる椀状の緑の斜面には、門の出入口より設けられた39段の階段より通じている。

## 歴史

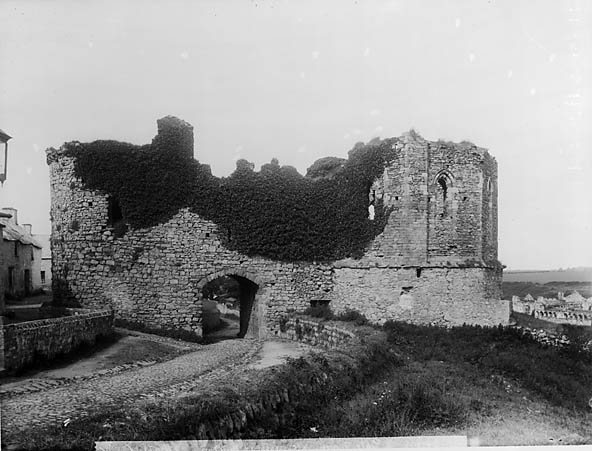
修復前のポルス・ア・トゥル（別名 the Eastgate tower〈東門塔〉、1885年頃）

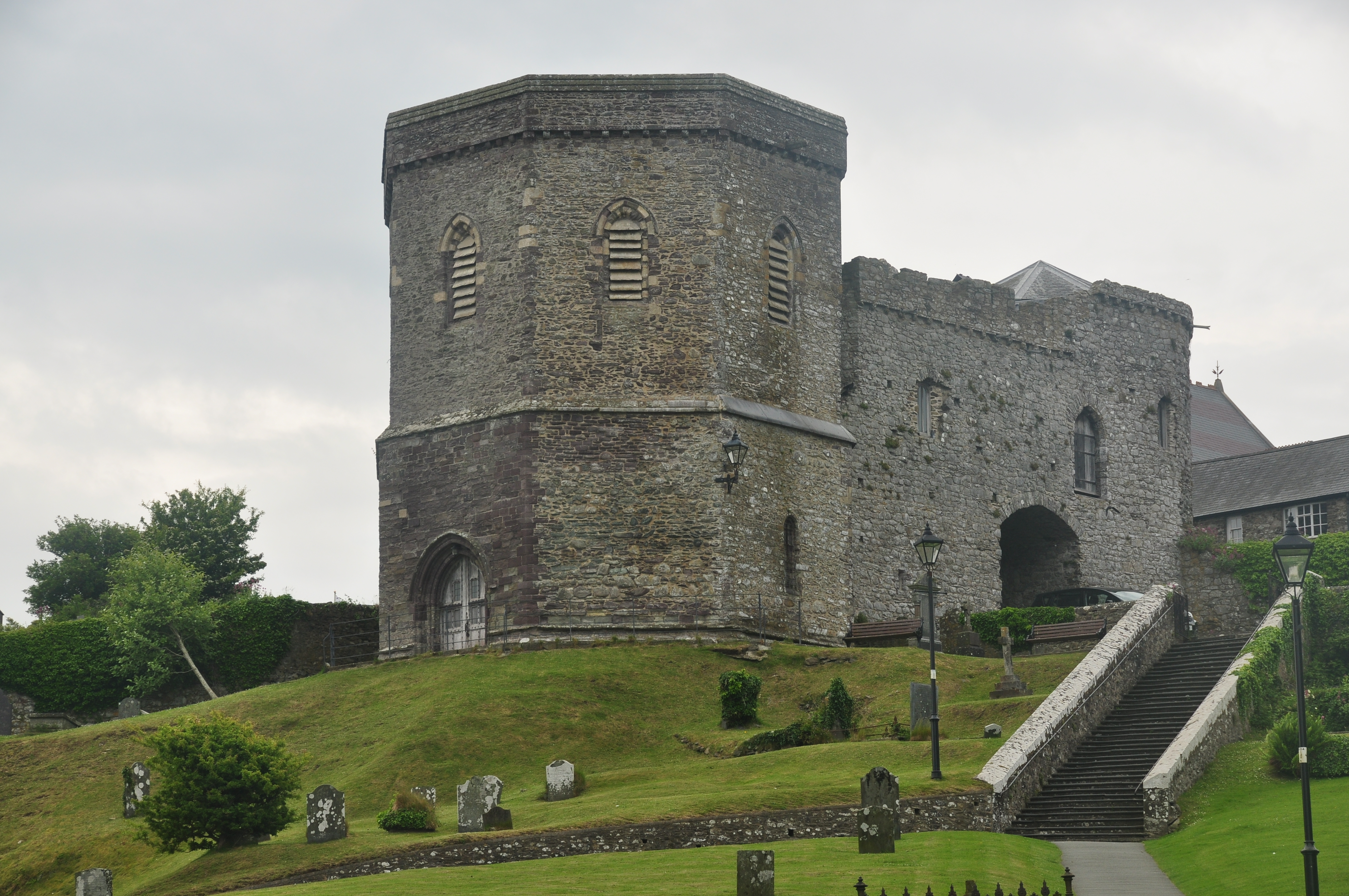
大聖堂構内からのポルス・ア・トゥル

ポルス・ア・トゥルは、大聖堂構内への4基の門のうち唯一の残存物で、少なくとも12世紀にまでさかのぼる古代の囲壁にあり、大聖堂を囲む 1,100メートル (1,200 yd) の「教会の守護」とされる狭間胸壁である。ポルス・ア・トゥルの鐘楼は13世紀末に建てられ、門の出入口および南側の塔はおそらく14世紀に増築された。
今日の鐘楼は、セント・デイヴィッズ主教による主教裁判所や主教座の記録室に使われていた。南側の塔と門上部の一連の部屋は会議室として使用された。市長に適した設備の整った区画は、塔の町側の戸口より通じていた。1720年の大聖堂構内の地図には、ポルス・ア・トゥルの図が明確に示され、「主教および市長の法廷が開かれた東門と隣接室」と記している。
ポルス・ア・トゥルは、20世紀には廃墟となっていたが、1929年に八角形の塔が教会建築家 W. D. Caröe により、匿名寄贈者からの資金提供を受けて大幅に修復された。
聖デイヴィッド大聖堂の塔にあった鐘は、大聖堂の塔の崩壊を防ぐために1730年に取り外された。1930年代に、一連の鐘 (Ring of bells) がポルス・ア・トゥルの八角形の塔に設置された。2001年には American Friends of St Davids Cathedral より寄贈された2口の鐘が加えられた。これら 268キログラム (591 lb) から 1,269キログラム (2,798 lb) までの合計10口の鐘は、転調鳴鐘のために吊るされている。また、当初の大聖堂の鐘の1口が、ポルス・ア・トゥルに展示されている。
ポルス・ア・トゥルの塔および門の出入口は、1963年にイギリス指定建造物1級 (Grade I) の登録された。